# Grafenhausen
Grafenhausen ist eine Gemeinde im Landkreis Waldshut in Baden-Württemberg und staatlich anerkannter Luftkurort.

## Geografie

### Geografische Lage
Das Gebiet um Grafenhausen gehört nicht mehr in den Bereich des Übergangs vom Hochrheintal in den Südschwarzwald, sondern von seiner Landschaftsform noch eindeutig zum Hochschwarzwald. Es liegt auf der sogenannten Grafenhausener Platte, einer weiten Hochfläche, die etwas nach Südosten geneigt ist. Das Plateau wird durch die tief eingeschnittenen Täler der dem Hochrhein zustrebenden Flüsse Schlücht, Mettma und Steina mit ihren Zuflüssen gegliedert. Bis zum Hauptort dominieren somit auch die Verkehrsverbindungen von Süd nach Nord, die erst in ihren Oberläufen einfache Ost-West-Routen zulassen. In ihrem Oberlauf fließen die genannten Gewässer zunächst in östlicher oder südöstlicher Richtung und „verraten damit ihre frühere Zugehörigkeit zum Flußsystem der Urdonau, die in grauer Vorzeit auf dem Feldberg entsprang.“ Diese Verhältnisse prägten auch historische Umstände. Im auch durch Eiszeitgletscher beeinflussten Norden treten „die Urgestein Gneis und Granit an der Oberfläche auf, während nach Süden hin die deckenden Buntsandstein- und Kalksteinschichten noch nicht abgetragen wurden.“
„Zwischen dem tiefsten Punkt der Gemarkung im Erlenbachtal (ungefähr 760 m) und dem höchsten Punkt der Gemeinde beim Faulenfürster Eck (ca. 1100 m)“ kennzeichnen zuerst Laub- und Mischwald die Landschaft, ab 1000 Meter Nadelwald. Etwa 62 Prozent des Gemeindegebietes sind bewaldet. Das Klima bestimmt „der Regenschatten des Feldbergs“ und aufgrund seiner Höhe liegt Grafenhausen „vor allem bei Inversionswetterlagen über dem Nebelmeer der Täler“ und verfügt damit „über zusätzliche Sonnentage. Diesem Umstand kommt hinsichtlich des Fremdenverkehrs einige Bedeutung zu.“
Siehe: Touristisches Profil

### Gemeindegliederung
Zur Gemeinde Grafenhausen zählen die Ortsteile Mettenberg und Staufen.

### Nachbargemeinden
Grafenhausen grenzt im Norden und Westen an die Gemeinde Schluchsee im Landkreis Breisgau-Hochschwarzwald, im Osten an die Stadt Bonndorf im Schwarzwald und im Süden an Ühlingen-Birkendorf.

## Geschichte
Nach Artur Riesterer deutet der Name „auf den Gerichtssitz eines Grafen, vermutlich des Grafen Ulrich, des Schwagers Karl des Großen, hin“ und wäre somit schon im 9. Jahrhundert zu verorten. In der Literatur ist die Angabe jedoch nicht belegt. Es handelt sich um den Grafen Udalrich I., wohl in seiner Eigenschaft als Graf des Alpgau.

### Gründung
Als gesichert gilt die Gründung eines befestigten Ortes mit Namen Grafenhausen im Jahre 1078 von einem Grafen von Nellenburg. Der Graf Eberhard I. starb 1078, er hatte an Stelle einer schon bestehenden Siedlung das Vorhaben geplant, doch wurde der Ausbau von seinem Sohn, Graf Burkhard von Nellenburg, vorgenommen. Durch Burkhard erfolgte 1082 auch die Einrichtung der Klosterzelle Sankt Fides zu Grafenhausen als „Filialgründung“ des Klosters Allerheiligen in Schaffhausen. Die Aktivitäten sind Teil einer raschen Entwicklung der gesellschaftlichen und politischen Verhältnisse seit Beginn des 11. Jahrhunderts:
Siehe auch: Gründung Grafenhausens im Schaffhauser Stifterbuch
Hintergrund
Die Bodensee-Schwarzwald-Region entlang des Hochrheins war seit der römischen Kultivierung im 1. Jahrhundert nach den Verwüstungen der Völkerwanderungszeit wiederum infolge der Christianisierung und den zahlreichen Klostergründungen ab dem 8. Jahrhundert eine Kernlandschaft zwischen Alpen und Main, der ehemaligen Limes-Linie. Die Raumschaft war auch die bedeutendste Ost-West-Verbindung, die allerdings im 10. Jahrhundert durch die Ungarneinfälle und die mehrfachen -Durchzüge der Reiterheere zu einer weitgehenden Vernichtung der Städte und Dörfer mit ihrer Bevölkerung führte. Auch nach der Niederlage der Magyaren in der Schlacht auf dem Lechfeld 955 dauerte die Agonie der Verhältnisse noch jahrzehntelang an. Erst wieder die ...

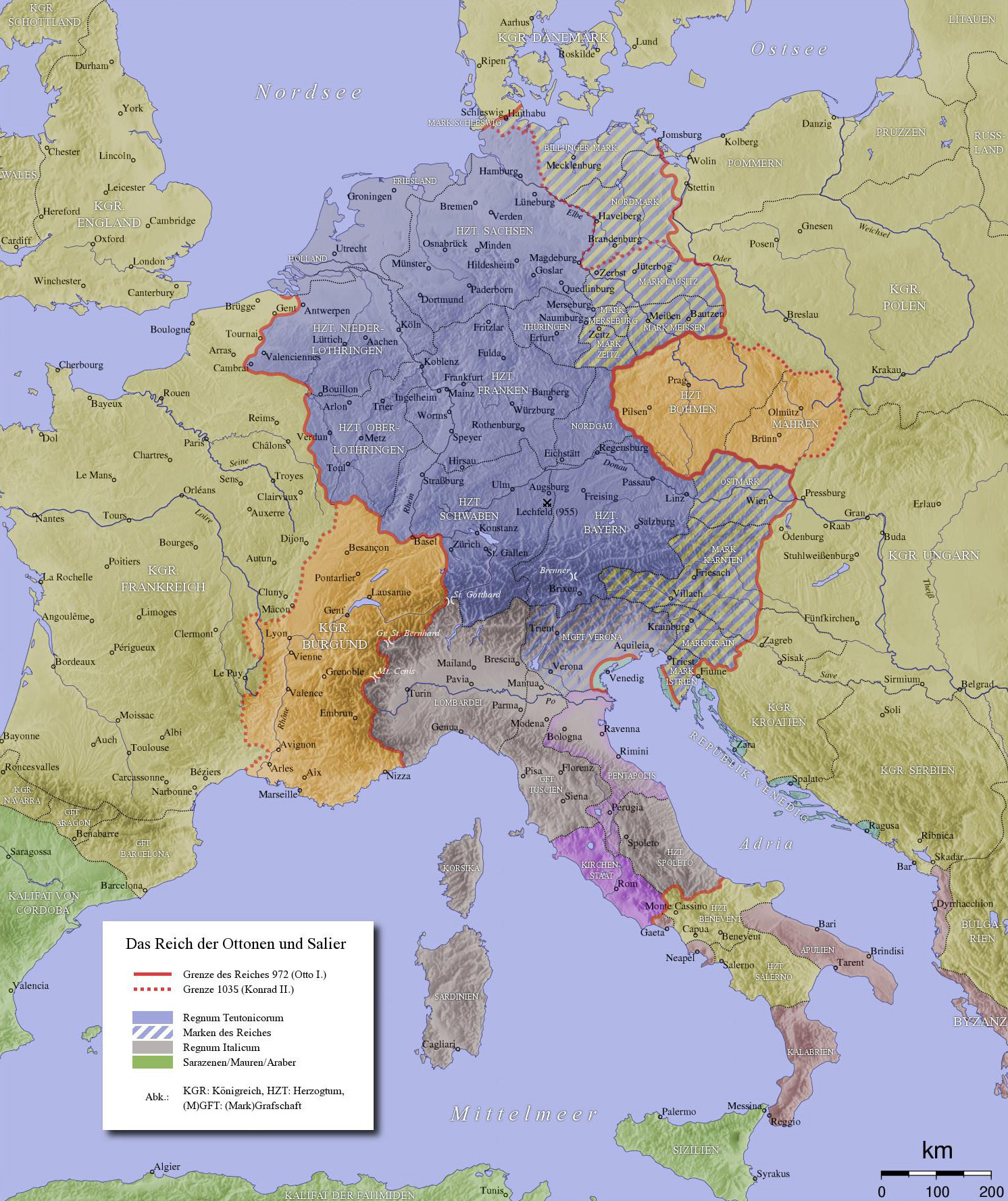
Die europäischen Mächte des 11. Jahrhunderts

„Konsolidierung der staatlichen Ordnung um die Jahrtausendwende bewirkte, daß die Handelswege an Bedeutung gewannen. Schaffhausen lag am Schnittpunkt von zwei wichtigen Achsen, die hier auf ein Hindernis stießen. Auf der Nord-Süd-Achse mußte der Rhein zwischen Schaffhausen und Feuerthalen überquert werden, die Ost-West-Achse, der Wasserweg auf dem Rhein, machte oberhalb des Rheinfalls und der Stromschnellen einen Umschlagplatz notwendig, denn die Waren mußten ausgeladen und bis unterhalb des Rheinfalls auf dem Landweg transportiert werden. [… Es] mußte damit ein Stapelplatz entstehen; daß sich in der Nähe ein Marktplatz entwickelte […] war naheliegend.“

### Machtgrundlage der Nellenburger
Dieser durch Raumstrukturen begründete ökonomische Vorgang wurde in jener Zeit im 11. Jahrhundert durch die Machthaber im „Heiligen Römischen Reich deutscher Nation“ gefördert: am 10. Juli 1045 verlieh Kaiser Heinrich III. dem Grafen Eberhard von Nellenburg das Münzrecht in dessen villa Scâfhusun. Durch diese einfache Form der Finanzierung entwickelte sich die Stadt relativ rasch, auch das neugegründete Eigenkloster der Nellenburger nahm einen raschen Aufschwung.
Nachdem Graf Eberhard noch vor 1050 die „namensgebende Burg auf dem Nenziger Berg bei Stockach“ gebaut hatte, stiftete er das dann „Allerheiligen“ genannte Kloster, das am 22. November 1049 von Papst Leo IX. – „ein Onkel des Stifters“ – persönlich durch eine Altarweihe legitimiert wurde: „Bereits im Jahr 1050 war das Kloster im Bau.“
Zusätzlich verlieh Eberhard der im Reich nachfolgende „König Heinrich IV. […] ihm 1059 das Münzrecht zu Kirchheim im Neckargau, dessen Grafschaft er ebenfalls innehatte.“ Damit erschloss sich der Graf Wirtschaftsbeziehungen auf einer Nord-Süd-Achse mit dem Mittelpunkt Schaffhausen bis über die Alpen zur „Grafschaft Chiavenna mit dem Brückenzoll“ im Bistum Como, die er ebenfalls besaß und später (1065) gegen Königsgüter im Elsass eintauschte. Infolge der Absicherung dieser ‚Nord-Süd-Achse‘ geriet im Zusammenhang mit dem Investiturstreit Grafenhausen in das Blickfeld der Nellenburger.
Da Grafenhausen Gerichtssitz war, wurde das Haus des rechtsprechenden Grafen vermutlich zum Namensgeber des Ortes, der so erstmals 1095 bezeichnet wurde. An die Vergangenheit als Gerichtsplatz erinnert noch heute die Justitia im Wappen der Gemeinde.

### Besitzwechsel nach St. Blasien und Schaffhausen
1285 gelangte der Ort in den Besitz des Klosters und erhielt das Stadtrecht.
Nach der Reformation gelangte Grafenhausen in den Besitz der Stadt Schaffhausen. Durch einen Landtausch gegen die Ortschaften Schleitheim und Beggingen kam das Dorf 1530 zusammen mit Birkendorf an die Landgrafschaft Stühlingen. Beim Landtausch blieben etwa 360 Hektar Wald auf Grafenhausener Gemarkung im Besitz von Schaffhausen. So ist es bis heute; der Wald wird durch einen vom Kanton Schaffhausen besoldeten Förster bewirtschaftet.
Nach weiteren Besitzerwechseln ging Grafenhausen im Jahre 1609 an die Reichsherrschaft Bonndorf des Klosters St. Blasien und mit ihr im Zuge der Säkularisation an die Herrschaft Heitersheim, die vom Großpriorats des Malteserordens regiert wurde.

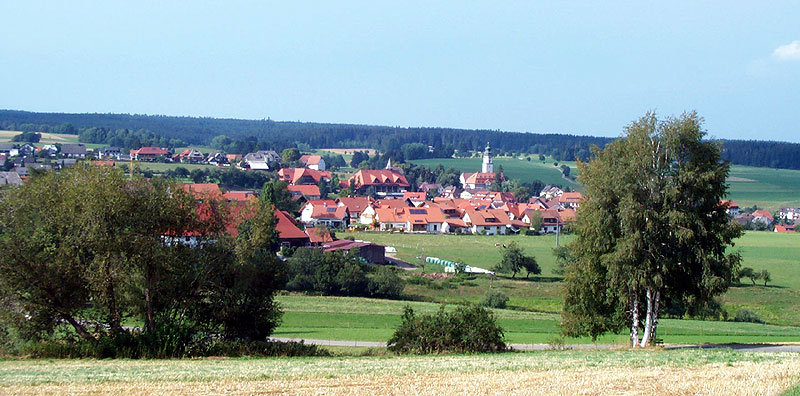
Blick auf Grafenhausen

Im Jahr 1791 gründete Martin Gerbert, der Fürstabt von St. Blasien, die Brauerei in Rothaus. 1806 kam Grafenhausen nach einjähriger Zugehörigkeit zum Königreich Württemberg über die Rheinbundakte zum neu geschaffenen Großherzogtum Baden.

### Kreisreform 1973
Durch die Kreisreform 1973 kam Grafenhausen vom aufgelösten Landkreis Hochschwarzwald in den vergrößerten Landkreis Waldshut.

### Eingemeindungen
1934 wurden die bis dahin selbständigen Orte Geroldshofstetten, Rippoldsried und Rötenberg eingemeindet, im Rahmen der baden-württembergischen Gebietsreform wurden zudem am 1. Mai 1972 Mettenberg und am 1. April 1974 Staufen eingemeindet.
Zur Gemeinde Grafenhausen in den Grenzen von vor der Gemeindereform der 1970er Jahre gehörten die Dörfer Grafenhausen, mit den Ortsteilen Geroldshofstetten und Rippoldsried, den Weilern Amertsfeld, Balzhausen, Dürrenbühl, Ebersbach, Rötenberg und Schaffhauser Säge, die Weiler Brünlisbach, Rothaus mit dem Hüsli und Signau, die Höfe Schlüchtseehof vorm. Bleiche und Tannenmühle und die Häuser Holzhäusle und Schlüchtmühle. Zur ehemaligen Gemeinde Mettenberg gehörten die Ortsteile Mettenberg, Buggenried und Seewangen und die Häuser Kaßlett. Zur ehemaligen Gemeinde Staufen gehörten die Ortsteile Staufen, der Weiler Bulgenbach und die Häuser Heidenmühle und Klausenmühle.
In der damaligen Gemeinde Grafenhausen lagen die Wüstungen Glashütte, Hettistal, Lanzenfurt, Lantzenhoven und Scheuerhof. Im Gebiet der Gemeinde Staufen lag die Wüstung Bürgle.

## Politik

### Verwaltungsverband
Grafenhausen gehört dem Gemeindeverwaltungsverband „Oberes Schlüchttal“ mit Sitz in Ühlingen-Birkendorf an.

### Gemeinderat
Der Gemeinderat in Grafenhausen besteht aus den 12 gewählten ehrenamtlichen Gemeinderäten und dem Bürgermeister als Vorsitzendem. Der Bürgermeister ist im Gemeinderat stimmberechtigt. Bei der Kommunalwahl am 9. Juni 2024 wurde der Gemeinderat durch Mehrheitswahl gewählt. Mehrheitswahl findet statt, wenn kein oder nur ein Wahlvorschlag eingereicht wurde. Die Bewerber mit den höchsten Stimmenzahlen sind dann gewählt. Die Wahlbeteiligung betrug 69,7 % (2019: 69,5 %).
Bei der Kommunalwahl 2019 waren noch drei Listen angetreten:
- CDU: 54,4 %, 7 Sitze
- Freie Wähler: 37,1 %, 5 Sitze
- SPD: 8,5 %, 1 Sitz

### Bürgermeister
Seit 2010 ist Christian Behringer Bürgermeister der Gemeinde. Mit 52,7 Prozent der Stimmen wurde er zum Nachfolger von Erich Kiefer gewählt, der 32 Jahre Bürgermeister von Grafenhausen war.

### Wappen
| Wappen der Gemeinde Grafenhausen | Blasonierung: „In Blau die silbern (weiß) gekleidete Justitia mit silberner (weißer) Augenbinde, in der Rechten ein gestürztes goldenes (gelbes) Schwert, in der Linken eine goldene (gelbe) Waage haltend.“ |
| Wappen der Gemeinde Grafenhausen | Wappenbegründung: Das Wappen mit der Justitia wurde im Jahr 1903 auf Empfehlung des Generallandesarchivs von der Gemeinde Grafenhausen angenommen. Die Figur findet sich bereits in Stempeln der Gemeinde seit dem zweiten Viertel des 19. Jahrhunderts. Als historischer Hintergrund für dieses Motiv wird eine möglicherweise einst im Gewann Galgenbuck befindliche Richtstätte vermutet. Die Gerichtsobrigkeit in der Herrschaft Grafenhausen hatte seit 1612 das Kloster St. Blasien. Auch eine Anspielung auf den Ortsnamen ist denkbar, wenn man in Betracht zieht, dass im Mittelalter die Grafen im königlichen Auftrag die hohe Gerichtsbarkeit ausübten. |

Wappen der früheren Gemeinden

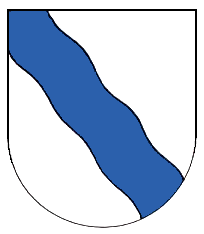
Mettenberg
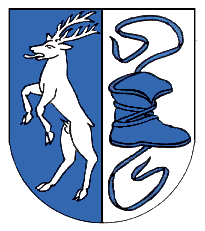
Staufen

### Partnerschaften
Grafenhausen unterhält seit 1973 partnerschaftliche Beziehungen zu Combrit-Sainte Marine in der Bretagne in Frankreich. Am 21. Mai 2004 wurde zudem eine Freundschaftsurkunde zwischen der Gemeinde Grafenhausen und Dörnthal, einem Ortsteil der Stadt Olbernhau, im Freistaat Sachsen unterzeichnet.

## Wirtschaft und Infrastruktur

### Wirtschaft
Der Fremdenverkehr ist die Haupteinnahmequelle der örtlichen Wirtschaft. Der „Fremdenverkehr“ wurde in Grafenhausen seit Beginn des letzten „Jahrhunderts in zunehmendem Maße mit Erfolg betrieben“ und Mitte der 1980er-Jahre lag die Quote „bei 200.000 Übernachtung pro Jahr.“ Nach eigenen Angaben verbucht die Gemeinde mit ihren 2040 Gästebetten jährlich ungefähr 110.000 Übernachtungen.
Größter der 136 Gewerbebetriebe in der Gemeinde ist die Badische Staatsbrauerei Rothaus.

### Öffentliche Einrichtungen
Die Freiwillige Feuerwehr Grafenhausen sorgt seit ihrer Gründung im Jahr 1869 für den abwehrenden Brandschutz und die allgemeine Hilfe.

### Bildung
Im Ort befinden sich ein Kindergarten, eine Grundschule und eine Werkrealschule. Weitere Schulen des sekundären Bildungsbereiches finden sich in den umliegenden Orten, wie z. B. in St. Blasien, in Bonndorf, in Waldshut-Tiengen und die innovative Alemannenschule Wutöschingen.

### Verkehr
Grafenhausen wird durch zwei Buslinien im Verkehrsverbund Waldshut an die Bahnhöfe in Waldshut, Tiengen (Hochrhein), von denen aus direkt Freiburg im Breisgau, Basel, Singen (Hohentwiel) erreichbar sind. Eine Buslinie führt zum Bahnhof Seebrugg am Schluchsee. Er ist Endbahnhof des Freiburger Verkehrsnetzes (S-Bahn-Linie S 1).

## Touristisches Profil
Neben dem „milden Reizklima“ ist die zentrale Lage der Ortschaft attraktiv. Traditionell für Autotouristen sind in Tagesausflügen zu erreichen: Im Südosten in der Schweiz Schaffhausen und der Rheinfall, am Hochrhein das Wahrzeichen des Landkreises, die Küssaburg und die Klettgau-Stadt Tiengen sowie die Waldstädte Waldshut und Bad Säckingen. Über den Hochrhein hinaus ist auch Zürich gut anzusteuern. Im Osten liegen die Wutachschlucht und die ehemals Strategische Bahn – die heute ‚entschärft‘ benannte Sauschwänzlebahn.

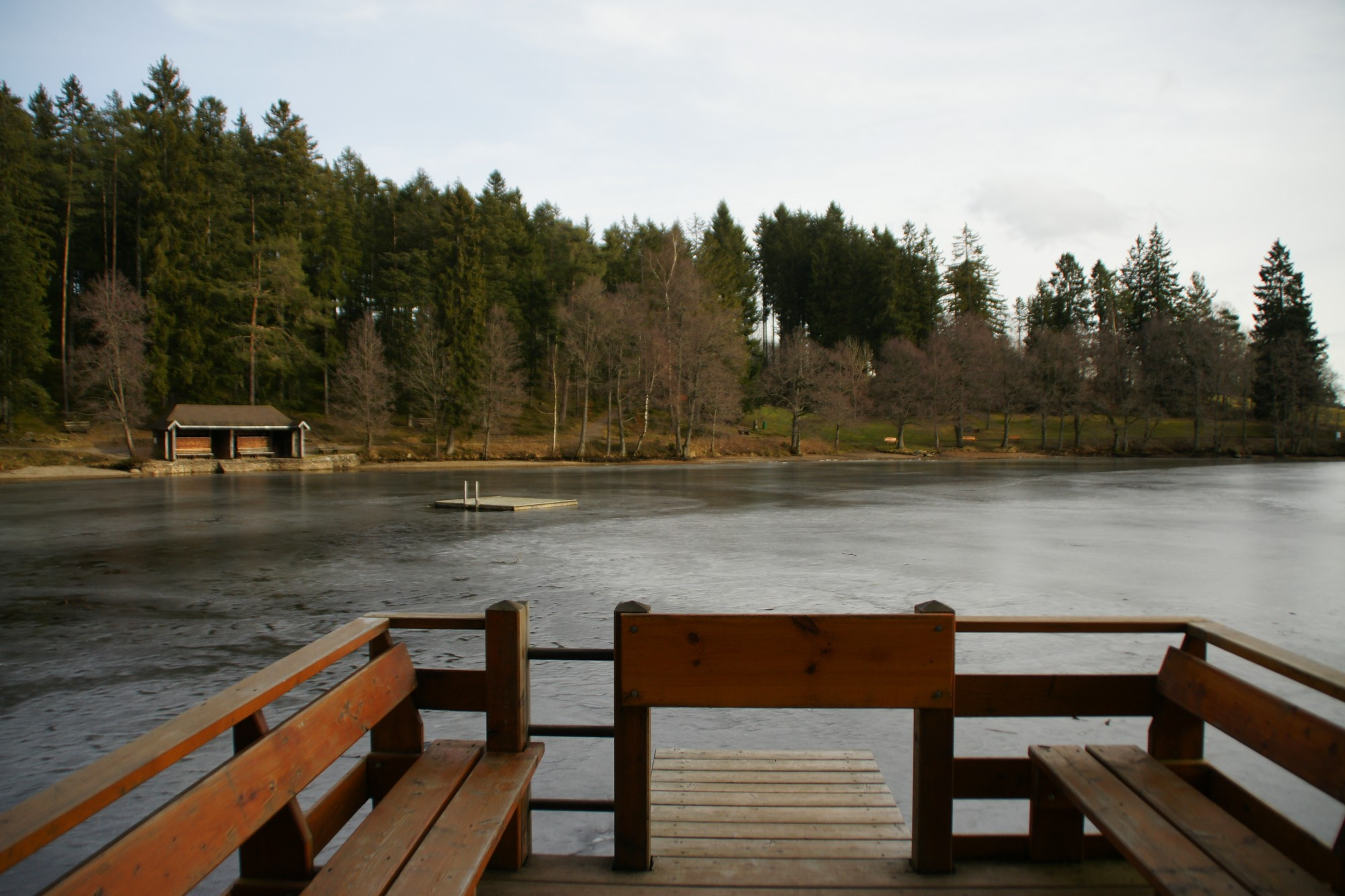
Der Schlüchtsee war schon im letzten Jahrhundert als Badeanstalt eingerichtet

Entscheidend für die Wahl Grafenhausens ist zumeist jedoch die Nähe zu den Ausflugszielen im Schwarzwald, dem Schluchsee und dem Titisee, dem Feldberg mit dem Feldsee und weiteren Berggipfeln im Umfeld.

## Kultur und Sehenswürdigkeiten

### Das Hüsli

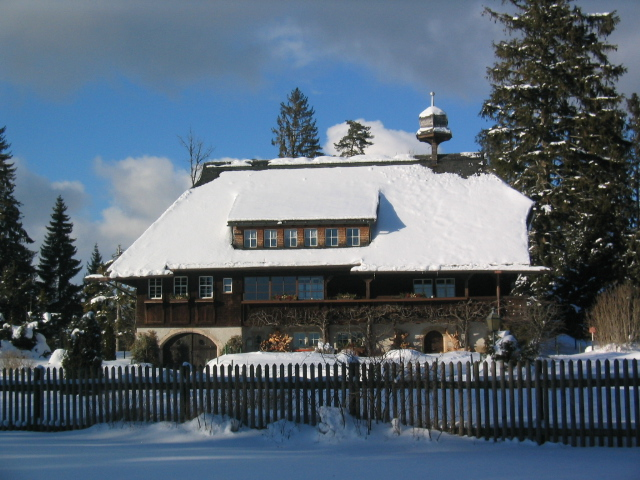
Heimatmuseum Hüsli, seit Gründung über 2 Millionen Besucher

Am Heimatmuseum Hüsli zwischen Grafenhausen und Rothaus fanden zwischen 1984 und 1988 Dreharbeiten zur Fernsehserie Die Schwarzwaldklinik statt. In dem Museum gibt es eine Fülle von Einrichtungen und Alltagsgegenständen aus dem vergangenen Leben im Schwarzwald.

„Vor den Dreharbeiten (zur Fernsehserie ‚Die Schwarzwaldklinik‘) hatten jährlich höchstens 30.000 Besucher den Weg ins ‚Hüsli‘ gefunden. In den Zeiten der Erstausstrahlung der Serie [1985] setzte der Besucherstrom ein, die Besucherzahlen stiegen 1986 sprunghaft auf 125.000 pro Jahr an. […] 1996 waren trotz eines Rückgangs noch 53.000 Besucher gekommen.“

### Badische Staatsbrauerei Rothaus
Bekannt ist auch die Badische Staatsbrauerei Rothaus, die Führungen durch ihre Anlagen veranstaltet.

### Schlüchtsee und Umgebung
Um den Ort gibt es Wanderwege, das Freibad am Schlüchtsee, im Ort ein Hallenbad, einen Skulpturenpark und das Schwarzwaldhaus der Sinne.
Der Skulpturenpark in der Ortsmitte Grafenhausens ist Schauplatz des Künstlersymposiums, das in einem Turnus von drei Jahren stattfindet und internationale Beteiligung erfährt.

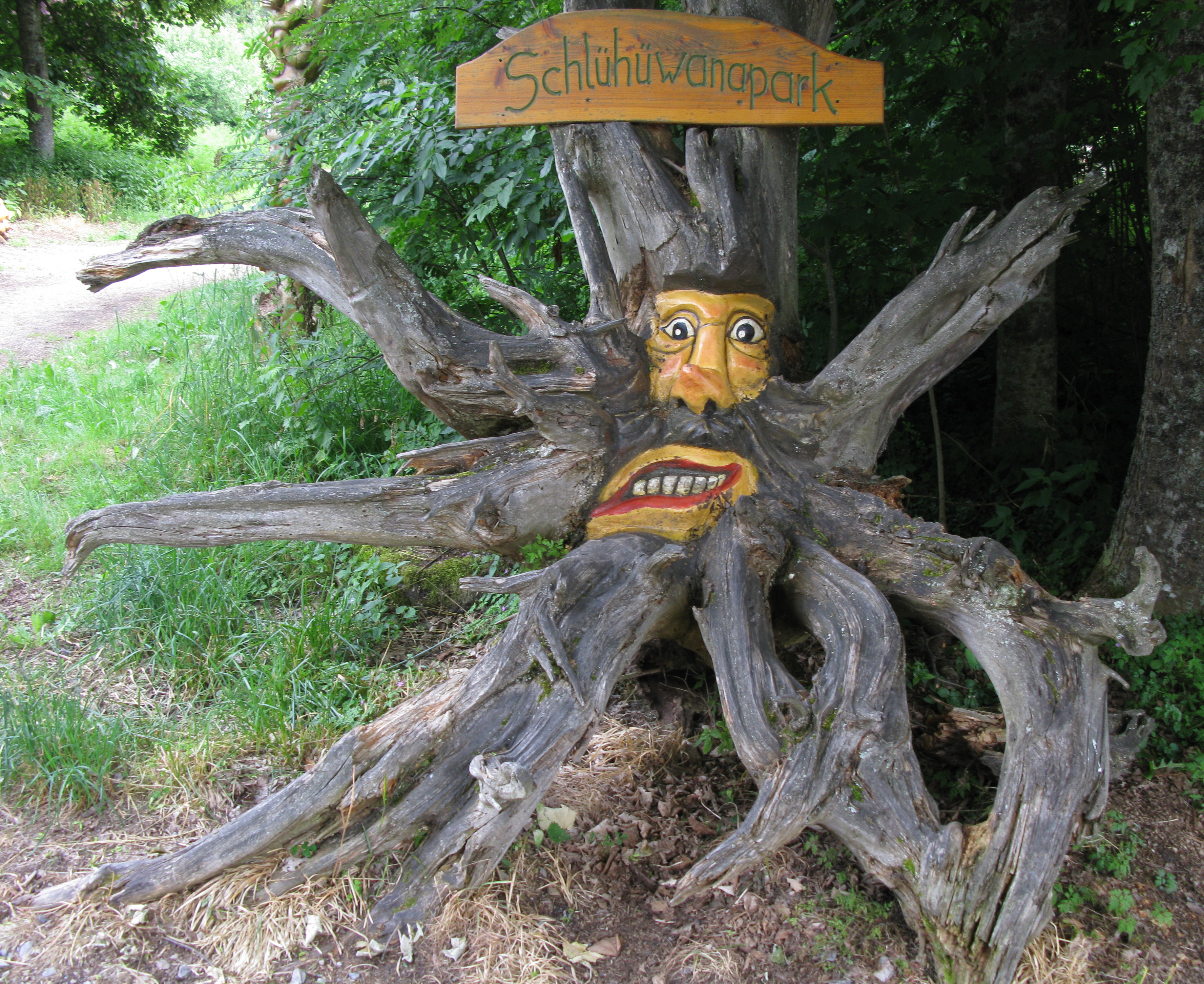
Wurzelfigur im Schlühüwanapark

Ebenfalls in direkter Nähe befindet sich der 1,7 Kilometer lange Rundweg des Schlühüwana-Parks (Schlüchtsee-Hüsli-Wald-Naturpark), welcher ausgehend vom Heimatmuseum Hüsli zum Schlüchtsee führt und zahlreiche Wurzelfiguren enthält. Die Figuren wurden aus den umgefallenen Baumstümpfen und herausragenden Wurzeln nach dem Orkan Lothar geschaffen.
Zu den Naturdenkmälern von Grafenhausen zählen zahlreiche alte Bäume, welche über die komplette Gemarkung verstreut sind. Darunter befindet sich die Danieltanne⊙, die ungefähr 400 Jahre alt sein soll und mit fast sechs Metern Stammumfang als dickste Tanne des Süd-Schwarzwaldes gilt. Sie steht im Naturschutzgebiet Schlüchtsee.

### Pfarrhof Grafenhausen

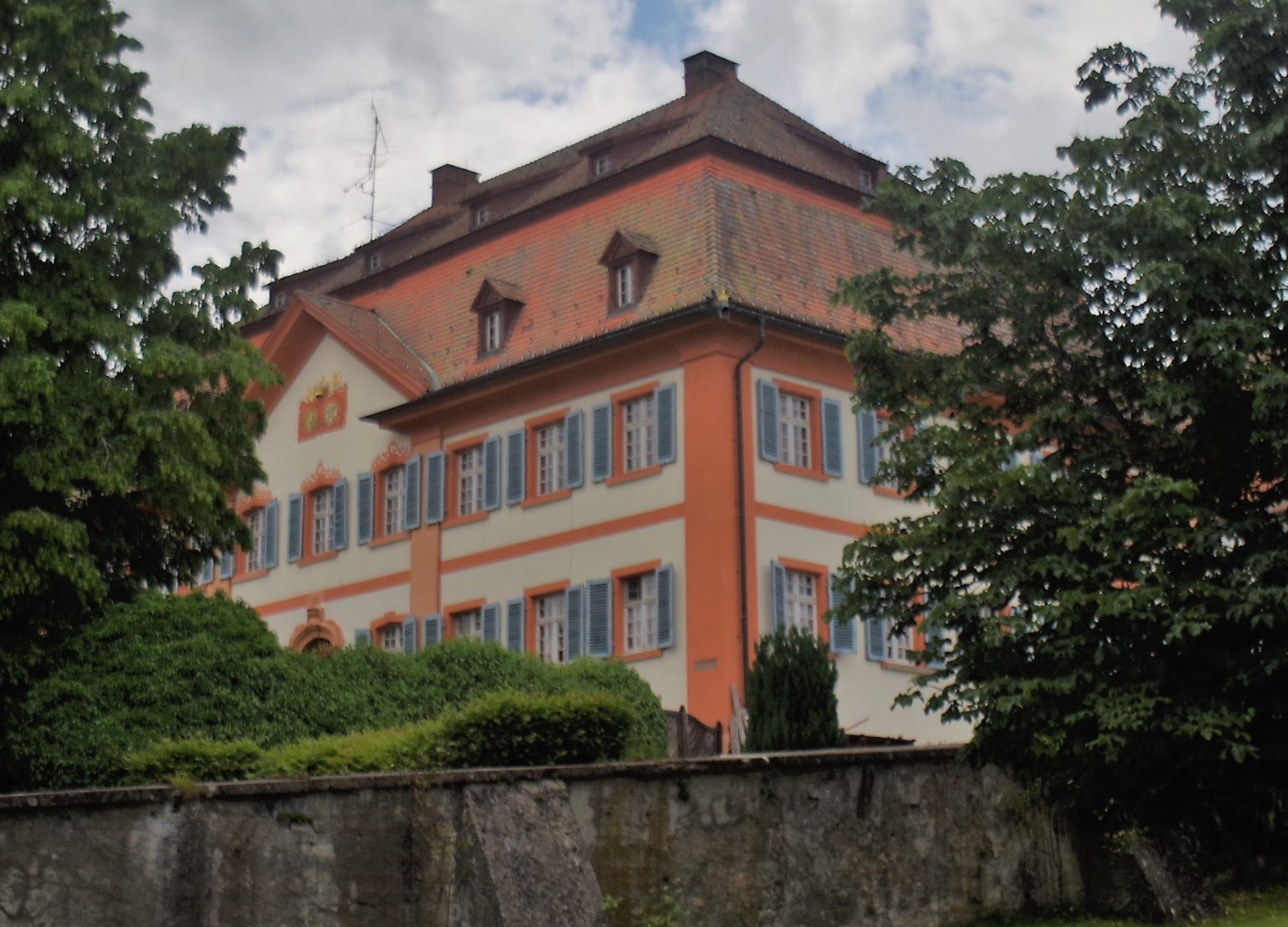
Der Pfarrhof in Grafenhausen

Am 14. Mai 1763 bestimmte Abt Meinrad Troger persönlich den Bauplatz für den neuen Pfarrhof Grafenhausen, etwa an der Stelle des einstigen Klosters St. Fides. Der Polier und Baumeister Ferdinand Weitzenegger, der ab 1761 selbständig und zuvor Palier bei Franz Anton Bagnato gewesen war, erhielt den Auftrag. Nach einem Brand im Jahr 1928 wurde das Gebäude renoviert.

### Tannenmühle
In einer Drei-Täler-Ecke im Schlüchttal befindet sich die Tannenmühle mit nachgebauten Mühlenmuseum, Streichelzoo und einer Spielanlage für Kinder.

### Schwarzwaldhalle, Hallenbad und Haus des Gastes

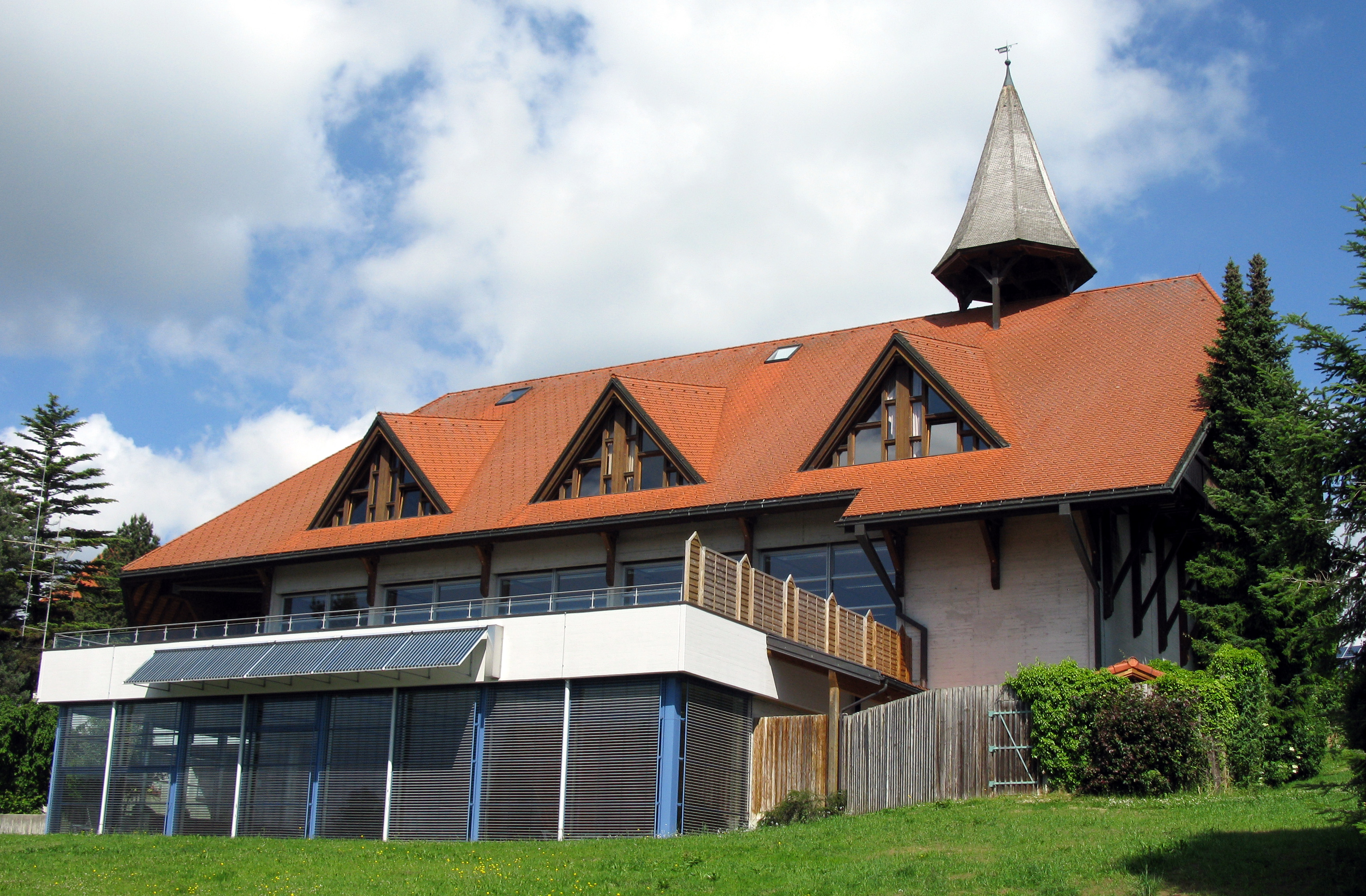
Haus des Gastes mit Hallenbad

Das Haus des Gastes beherbergt die Schwarzwaldhalle (Mehrzweckhalle für Sport und Veranstaltungen) und das Hallenbad Blubb mit Saunabereich. Das Hallenbad verfügt über einen Hubboden, weshalb es während der Öffnungszeiten unterschiedliche Wassertiefen gibt.

### Regelmäßige Veranstaltungen
Zu den regelmäßigen Veranstaltungen in Grafenhausen zählt das inzwischen über die Ortsgrenzen hinaus bekannte Heavy-Xmas-Festival, welches meist eine Woche vor Weihnachten stattfindet. Zu den auftretenden Bands gehörten in der Vergangenheit Korpiklaani, Powerwolf, Haggard, Eluveitie, Knorkator, Die Apokalyptischen Reiter, Emil Bulls, Disillusion, Van Canto, The Ocean und Superbutt.

## Persönlichkeiten

### Mit Grafenhausen verbunden
- Helene Siegfried (1867–1966), Erbauerin des späteren Heimatmuseums Hüsli in Rothaus.
- Hartmut Rosa (* 1965), Soziologe und Politikwissenschaftler

### Söhne und Töchter der Gemeinde
- Hans Müller von Bulgenbach (im 15. Jahrhundert–12. August 1525), geboren in Bulgenbach, Bauernführer im Deutschen Bauernkrieg
- Johann Anton Morath (1718–1783), geboren in Staufen, Barockmaler
- Johann Baptist Nüßle (1744–1811), Hafnermeister
- Anton Rasina (1843–1923), badischer Oberamtmann
- Eduard Stritt (1870–1937), Glasmaler
- Friedrich Schlatter (1878–1927), Prälat, Schriftleiter, Generalsekretär des Bonifatiusvereins
- Edwin Grüninger (1882–1963), geboren in Mettenberg, badischer Verwaltungsjurist, Landrat des Landkreises Bühl
- Franz Merk (1894–1945), Politiker (NSDAP)
- Heinz Jaeger (* 1924), Ehrenpräsident des Bundes Deutscher Philatelisten
- Gabriele Schmidt (* 1956), Politikerin (CDU)

## Anmerkung
1. ↑  Im 1987 eingeweihten, ehemaligen Haus des Gastes und heutigem Schwarzwaldhaus der Sinne findet sich seit 2014 ein Mitmachmuseum mit Barfußpfad, Blindtour im Dunkelgang und Geschmacksirritationen an einer Dunkelbar. (Wilfried Dieckmann: Grafenhausen: Die Macher im Mitmachmuseum. Badische Zeitung, 27. August 2014, abgerufen am 9. Januar 2016.) Bereits vor Eröffnung des Museums zog die ehemals im Haus befindliche Tourist-Information nach Rothaus. (Wilfried Dieckmann: Grafenhausen: Schwarzwaldhaus der Sinne. Badische Zeitung, 24. Dezember 2013, abgerufen am 9. Januar 2016.).